# Paratettix argillaceus
Paratettix argillaceus är en insektsart som först beskrevs av Wilhelm Ferdinand Erichson 1842.  Paratettix argillaceus ingår i släktet Paratettix och familjen torngräshoppor. Inga underarter finns listade i Catalogue of Life.